# Vodacom Cup 2006
La Vodacom Cup de 2006 fue la novena edición del torneo para selecciones provinciales de Sudáfrica.
El torneo se disputó en el primer semestre en paralelo al Súper Rugby, mientras que la Currie Cup se disputó en el segundo semestre.
El campeón fue el equipo de Falcons quienes obtuvieron su ptimer campeonato.

## Clasificación
| Pos. | Equipo              | Encuentros | Encuentros | Encuentros | Encuentros | Tantos | Tantos | Tantos | PB | PB | Puntos |
| Pos. | Equipo              | PJ         | PG         | PE         | PP         | F      | C      | Dif    | BO | BD | Puntos |
| ---- | ------------------- | ---------- | ---------- | ---------- | ---------- | ------ | ------ | ------ | -- | -- | ------ |
| 1.º  | Natal Wildebeest    | 13         | 11         | 1          | 1          | 490    | 206    | +284   | 9  | 1  | 56     |
| 2.º  | Falcons             | 13         | 10         | 0          | 3          | 435    | 284    | +151   | 8  | 2  | 50     |
| 3.º  | Blue Bulls          | 13         | 9          | 0          | 4          | 383    | 278    | +105   | 7  | 2  | 45     |
| 4.º  | Golden Lions        | 13         | 7          | 1          | 5          | 328    | 297    | +31    | 5  | 3  | 38     |
| 5.º  | Pumas               | 13         | 7          | 0          | 6          | 371    | 264    | +107   | 5  | 4  | 37     |
| 6.º  | Boland Cavaliers    | 13         | 7          | 0          | 6          | 395    | 331    | +64    | 7  | 2  | 37     |
| 7.º  | Western Province    | 13         | 7          | 0          | 6          | 375    | 330    | +45    | 5  | 3  | 36     |
| 8.º  | Free State Cheetahs | 13         | 7          | 1          | 5          | 344    | 368    | -24    | 6  | 0  | 36     |
| 9.º  | Griquas             | 13         | 6          | 2          | 5          | 374    | 349    | +25    | 6  | 1  | 35     |
| 10.º | Leopards            | 13         | 7          | 0          | 6          | 366    | 395    | -29    | 5  | 1  | 34     |
| 11.º | Griffons            | 13         | 3          | 1          | 9          | 314    | 381    | -67    | 2  | 3  | 19     |
| 12.º | Mighty Elephants    | 13         | 3          | 0          | 10         | 290    | 457    | -167   | 3  | 3  | 18     |
| 13.º | Border Bulldogs     | 13         | 3          | 0          | 10         | 262    | 468    | -206   | 3  | 3  | 18     |
| 14.º | SWD Eagles          | 13         | 1          | 0          | 12         | 263    | 582    | -319   | 3  | 3  | 10     |

|  | Finalista. |

### Final
| 20 de mayo | Falcons | 25 - 17 | Natal Wildebeest | Bosman Stadium, Brakpan |  |

| Bandera de Sudáfrica |
| Campeón Falcons      |
| Primer título        |